# Musik i behandling af cerebral paretiske børn
|  | Denne artikel er oprettet af botten Steenthbot ud fra en ekstern database. Den kan derfor have sproglige fejl eller mangler. Denne skabelon kan fjernes efter kontrol af indholdet. |

Musik i behandling af cerebral paretiske børn er en dansk dokumentarfilm fra 1967 instrueret af Henrik Fog-Møller.